# Приозёрный (Коми)
Приозёрный — поселок в Корткеросском районе республики Коми, административный центр  сельского поселения Приозёрный.

## География
Расположен на правобережье Вычегды примерно в 13 км по прямой на восток от районного центра села Корткерос.

## История
Возник в 1954 году. К 1998 год существовал лесопункт, цех по переработке щепы, ремонтно-механические мастерские, средняя школа, поликлиника. Начальный пункт бывшей узкоколейной Пезмогской железной дороги.

## Население
Постоянное население  составляло 797 человек (коми 45%, русские 42%) в 2002 году, 603 в 2010 .